# Ici Roussillon
Ici Roussillon, anciennement France Bleu Roussillon, est l'une des stations de radio généraliste du réseau Ici de Radio France. Elle dessert le département des Pyrénées-Orientales et peut également être reçue dans une partie du département de l'Aude, de l'Ariège de l'Hérault et au-delà des frontières andorrane et espagnole.

## Présentation
La radio voit le jour en 1945 sous le nom de Radio Perpignan Roussillon. En 1975, elle est placée sous l'égide de FR3.
En 1983, elle est rattachée à Radio France et devient Radio France Roussillon.
Le 4 septembre 2000, la radio est réunie dans le réseau France Bleu.
En 2018, on note que la radio est dans les Pyrénées-Orientales la station « numéro un en audience cumulée avec 19.8% pour une part d'audience de 16.3% ».
Depuis le 22 février 2023, elle est disponible en DAB+ dans tout le département des Pyrénées-Orientales sur le canal 5B.
Le 6 janvier 2025, France Bleu Roussillon devient "ici Roussillon"

## Direction locale
- Directrice : Christine Arribas[4]
- Rédacteur en chef : Stéphanie Mora
- Responsable des programmes : Julien Totaro
- Responsable technique : Stéphane Roger

## Rédaction
En 2019, l'équipe rédactionnelle est composée de six journalistes et de neuf animateurs.

## Programmation
Implantée dans une région où le rugby à XIII est particulièrement développé, la station consacre un volume horaire important à ce sport. Fin des années 2010, elle produit l'émission « Aujourd’hui c’est le XIII », animé par Bruno Onteniente et Cyrille Manière.
Mais la radio accorde aussi une place importante au sport en général (notamment à l'actualité de l'USAP) et à la langue catalane.

### Identité visuelle

Ancien logo de 2015.
Logo de décembre 2021 au 6 janvier 2025.
Logo depuis le 6 janvier 2025